# Даго (народ)
Даго, даджу, дагу — народ в Судане (юго-запад плато Кордофан, часть плато Дарфур). В Чаде их численность превышает 140 000 человек, в Судане — более 100 000 человек. Говорят на языке даго (даджу) ветви даджу кир-аббайской семьи включаемой в восточносуданскую надсемью нило-сахарской макросемьи. Как второй язык, распространён арабский. По вероисповеданию, даго — мусульмане-сунниты.

## Происхождение
Возникновение даго восходит к XVII—XVIII вв. — именно тогда этот народ создал раннее государство и вошёл в Дарфурский султанат.

## Хозяйственная деятельность и бытовые традиции
Основное занятие — скотоводство, в том числе разведением крупного рогатого скота и верблюдов, а также поливное и неполивное земледелие; традиционно в пище преобладает молоко и растительные блюда.

## Социальные отношения
Социальная организация представлена общинами, состоящими из больших семей, однако поселения очень компактны.

## Традиционная одежда
Традиционная одежда у мужчин представлена туникообразной рубахой, у женщин — длинным платьем и шалью.